# Раціональне харчування

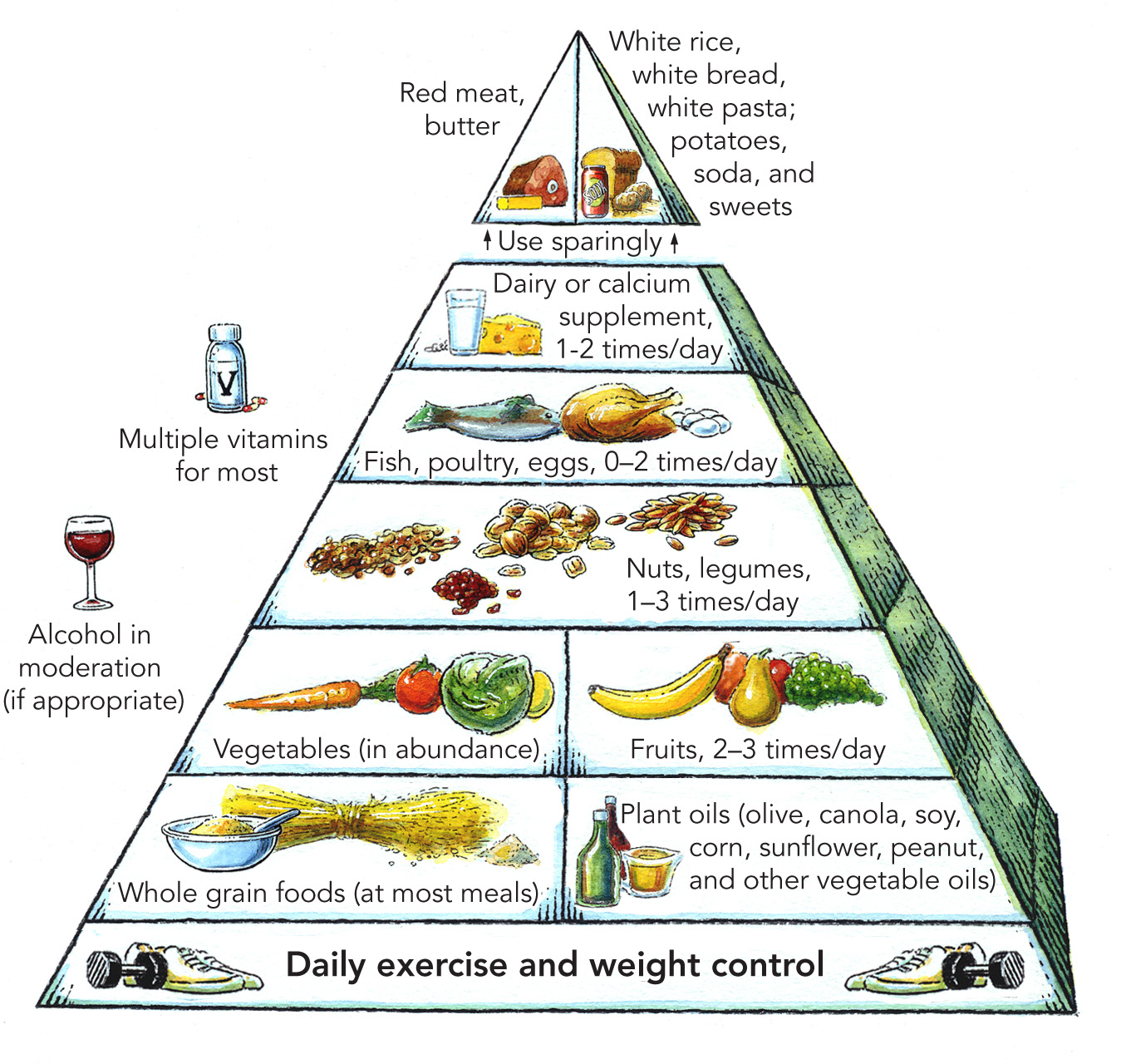
Гарвардська харчова піраміда середземноморської дієти, яка вважається однією з найкорисніших для людини.

Раціональне харчування (ratio — розумний) — достатнє й помірне в кількісному та повноцінне в якісному відношенні харчування; фізіологічно повноцінне харчування людей із врахуванням їх потреб, особливостей, віку, статі, характеру праці та інших факторів.
Раціональне харчування є основою здоров'я, здорового способу життя та профілактики розвитку різноманітних захворювань, і сприяє збільшенню здорової тривалості життя.

## Поняття раціонального харчування
Раціональне харчування — це харчування, яке задовольняє енергетичні, пластичні та інші потреби організму і забезпечує необхідний рівень обміну речовин (гомеостаз).
Раціональне харчування сприяє збереженню та укріпленню здоров'я, опірності шкідливим факторам навколишнього середовища, високій фізичній й розумовій працездатності, активному довголіттю та навіть зменшенню біологічного віку. Є складовою здорового способу життя.
Вимоги до раціонального харчування складаються із вимог до:
1. Харчового раціону та якості їжі.
2. Режиму харчування.
3. Умов прийому їжі.

## Принципи раціонального харчування
1. Повинна підтримуватись рівновага між енергією, що надходить з їжею та енергозатратами людини в процесі життєдіяльності (баланс енергії). До енергозатрат людини відносять затрати енергії:
  - на підтримку основних фізіологічних функцій організму в умовах спокою (основний обмін);
  - на перетравлювання, всмоктування, транспорт та засвоєння поживних речовин (специфічна динамічна дія їжі)
  - на фізичну активність — робоча надбавка
  - на підтримку сталої температури тіла
2. Харчування має бути збалансованим за всіма нутрієнтами, а поживні речовини повинні знаходитись у певному співвідношенні (білки: ліпіди: вуглеводи = 1:1:4).-_-

## Компоненти раціонального харчування— нутрієнти

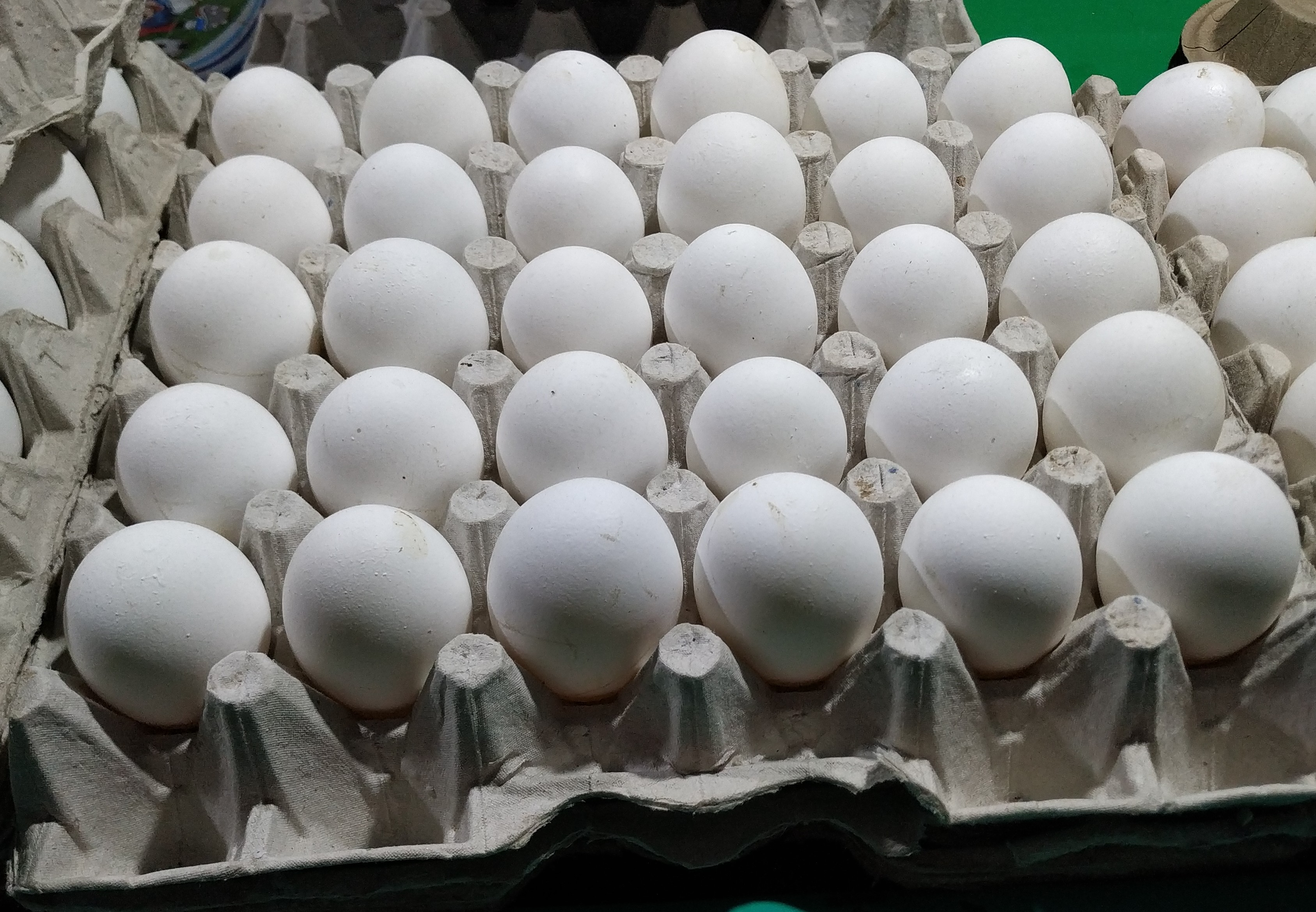
Курячі яйця — джерело високоякісного білку (містить всі амінокислоти, легко засвоюється), корисних жирів (холін) та вітамінів.

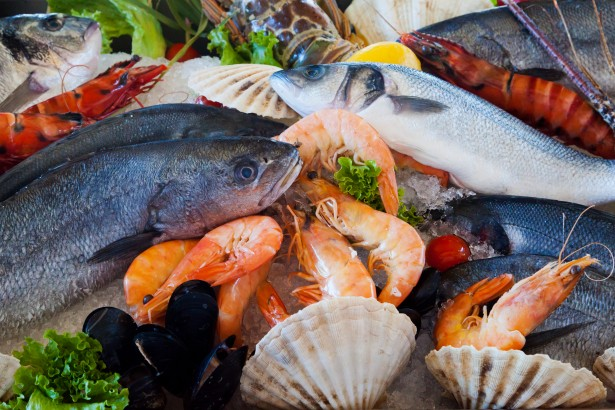
Морепродукти — джерело білку, корисних жирів (Омега-3), вітамінів та мікроелементів. Скумбрія та криль антарктичний — найкращі джерела Омега-3 жирних кислот.

Поживні речовини (нутрієнти) — це компоненти їжі, які використовуються організмом як джерело пластичних матеріалів, енергії та каталізаторів. Їх поділяють на 2 групи:
- макроелементи — білки, жири (ліпіди), вуглеводи;
- мікроелементи (необхідні в кількостях менше 1г на добу) — вітаміни, мінеральні речовини, фітонутрієнти.

Крім того поживні речовини поділяють на:
- замінні — можуть синтезуватись в організмі з інших речовин (жири — з вуглеводів, вуглеводи — з амінокислот, деякі амінокислоти — з інших амінокислот та вуглеводів);
- незамінні — не синтезуються в організмі та мають обов'язково надходити з їжею (вода, майже всі вітаміни, мікроелементи, незамінні амінокислоти, поліненасичені жирні кислоти, клітковина та фітонутрієнти).

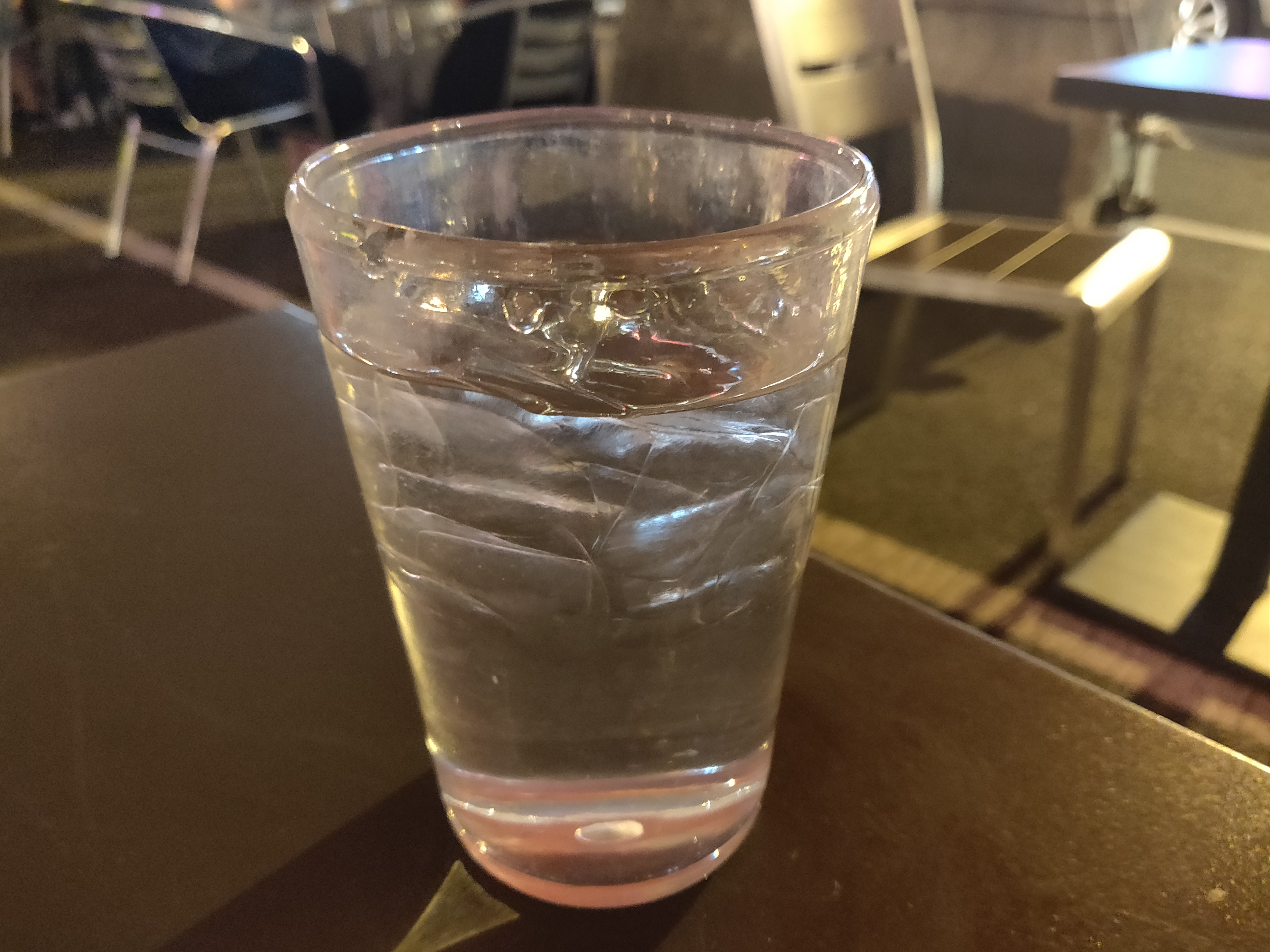
Добова потреба води — 3-4 % від маси тіла. Щоб легко визначити скільки це — потрібно розділити свою вагу на 30.

Корисне харчування передбачає споживання достатньої кількості якісної питної води (3-4 % від ваги тіла за добу) та потрібної кількості білків, жирів, вуглеводів, вітамінів, мікроелементів, клітковини.
Регулярне споживання фруктів та овочів, горіхів, цільнезернових, клітковини, жирної морської риби та/або омега-3 жирних кислот, рослинного білку, оливкової олії знижує ризики багатьох хронічних захворювань та смертності від них.
Різноманіття раціону необхідно для формування та збереження різноманітної мікробіоти кишки. Різноманіття складу мікробіоти (різних видів мікроорганізмів) є однією з основних умов здоров'я кишки та організма в цілому. Тому для здоров'я мікрофлори кишки та здоров'я в цілому доцільним є вживання якомога більшої кількості різних продуктів з високим вмістом клітковини, особливо фруктів, овочів, спецій та ферментованих продуктів.
Дослідження 2021 року, яке охопило понад 40000 сімей у Великій Британії, показало, що регулярне вживання фруктів, овочів та регулярні помірні фізичні навантаження, достовірно підвищують відчуття щастя, незалежно від рівня доходів, місця проживання, статі, освіти чи вікової групи.

Ще одне рандомізоване клінічне дослідження 2021 року 43 здорових людей у віці від 50 до 72 років показало, що 8 тижнів здорового способу життя — рослинно-орієнтована дієта, достатній та якісний сон, фізичні вправи та активне розслаблення, а також прийом пробіотиків та фітонутрієнтів — омолодили біологічний (епігенетичний) вік людей у середньому на 3.2 роки (p=0.018).

### Вода
Добова потреба чистої питної води становить 3-4 % від ваги тіла за добу.

### Білки
- Білкові продукти повинні складати близько 20-25 % раціону. Це основний будівельний матеріал тканин тіла. Білки складають основу структурних елементів клітин і тканин тіла людини, входять до складу ферментів, беруть участь у виробленні імунітету.
- Харчова цінність білка залежить від його амінокислотного складу та біодоступності (засвоюванності). Одним з найкращих джерел білку для людини є курячі яйця[38][39] — вони містять всі необхідні амінокислоти, майже повністю засвоюються, і, до того ж, мають високий вміст корисних жирів, вітамінів, мікроелементів. Раніше вважалось, що вживання курячих яєць збільшує рівень холестерину в крові. Нові дослідження показали[40][41][42], що немає зв'язку із рівнем холестерину в крові і помірним (1-4 на добу) вживанням курячих яєць. Холестерин також необхідний для організму, з нього утворюються стероїдні гормони, мембрани та значний відсоток нервової системи. Більше того, курячі яйця можуть навпаки сприяти зменшенню холестерину та покращенню здоров'я серцево-судинної системи[43], завдяки високому вмісту корисних жирів[44] та вітамінів (лецитин, холін; вітамін B3). Мета-аналіз 2017 року показав, що вживання одного яйця щодня не пов'язане зі збільшенням серцево-судинних захворювань або смертності від усіх причин та, ймовірно, пов'язане з меншим ризиком інсульту порівняно з низьким споживанням курячих яєць (1 яйце на тиждень).[45]
- Джерела білків: яйця, риба, бобові та сочевиця, м'ясні продукти, молочні продукти, насіння та горіхи, гриби. Еталонним харчовим білком для людини є курячі яйця[38][39] — вони містять всі необхідні амінокислоти, майже цілком засвоюються, і до того ж мають високий вміст корисних жирів, вітамінів, мікроелементів.
- Добова потреба білку приблизно 0,6-1,4 г/кг бажаної маси тіла[15][16], для набору м'язової маси приблизно 1,5-2,2 г/кг бажаної маси тіла[16], разом з силовими тренуваннями[46]. Синтез білка обмежується тією незамінною амінокислотою, яка надходить в організм в мінімальній кількості. Тобто, для повноцінного синтезу білка недостатньо просто вживати багато білку — білок має бути повноцінним та містити усі незамінні амінокислоти.
- Коефіцієнт зношування Рубнера — це кількість білка, яка при безбілковій дієті розпадається за добу — 25-28 грам. На основі цього коефіцієнту були прийняті:
  - Білковий мінімум — найменша кількість білка в добовому раціоні, яка забезпечує рівновагу розпаду-синтезу білка — 35 грам білка на добу, або 0,5 г/кг маси тіла на добу. Це більше коефіцієнту зношування, тому що харчовий білок засвоюється не повністю, та його амінокислотний склад може не повністю відповідати потребам організму.
  - БІлковий оптимум — кількість білка в організмі, яка забезпечує не тільки рівновагу розпаду-синтезу білка (азотиста рівновага), а й добре самопочуття, максимальну працездатність і стійкість до несприятливих факторів. Білковий оптимум складає 80-100 г білка на добу

### Жири

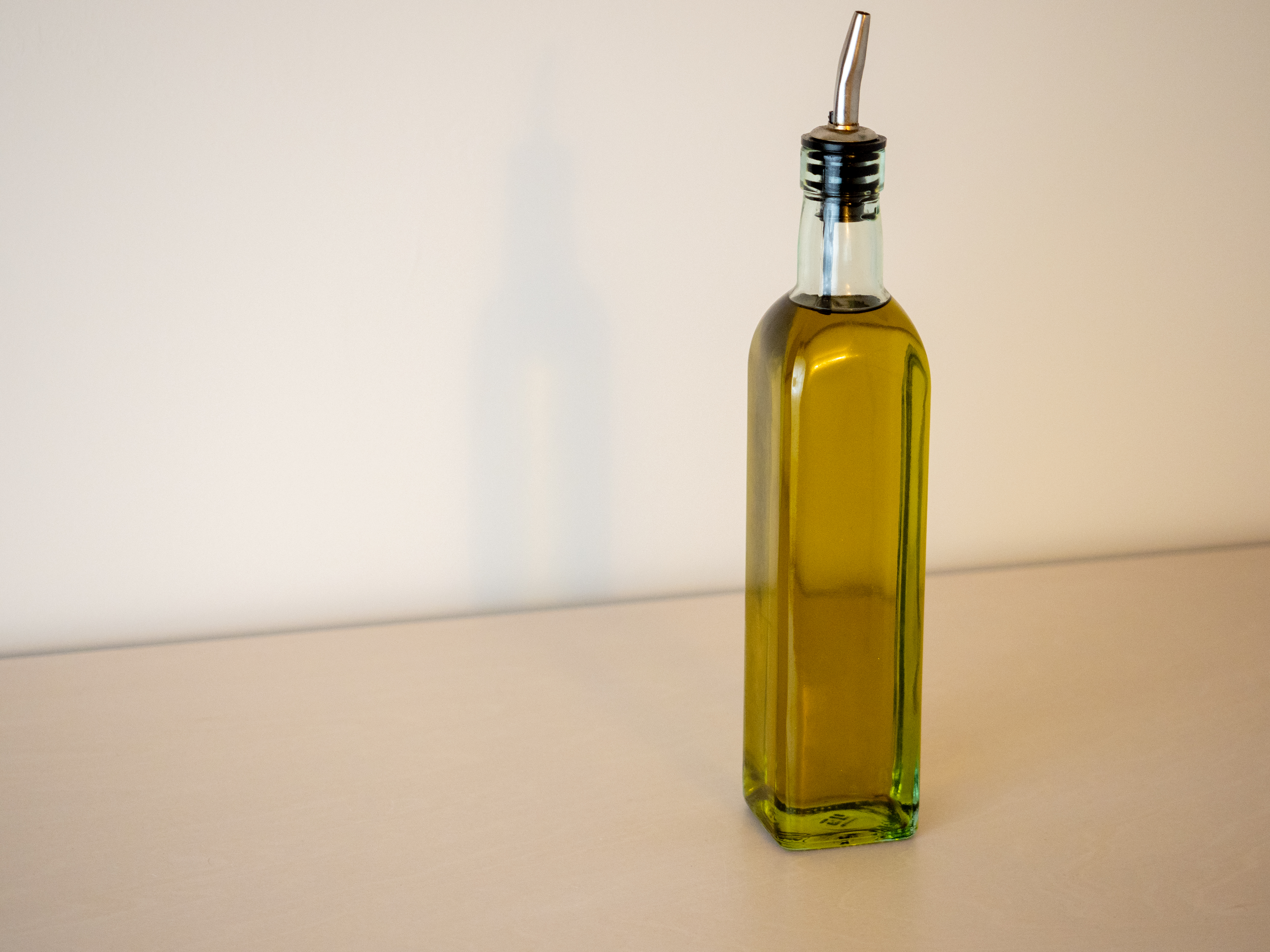
Регулярне споживання оливкової олії знижує ризики багатьох хронічних захворювань та смертності від них.

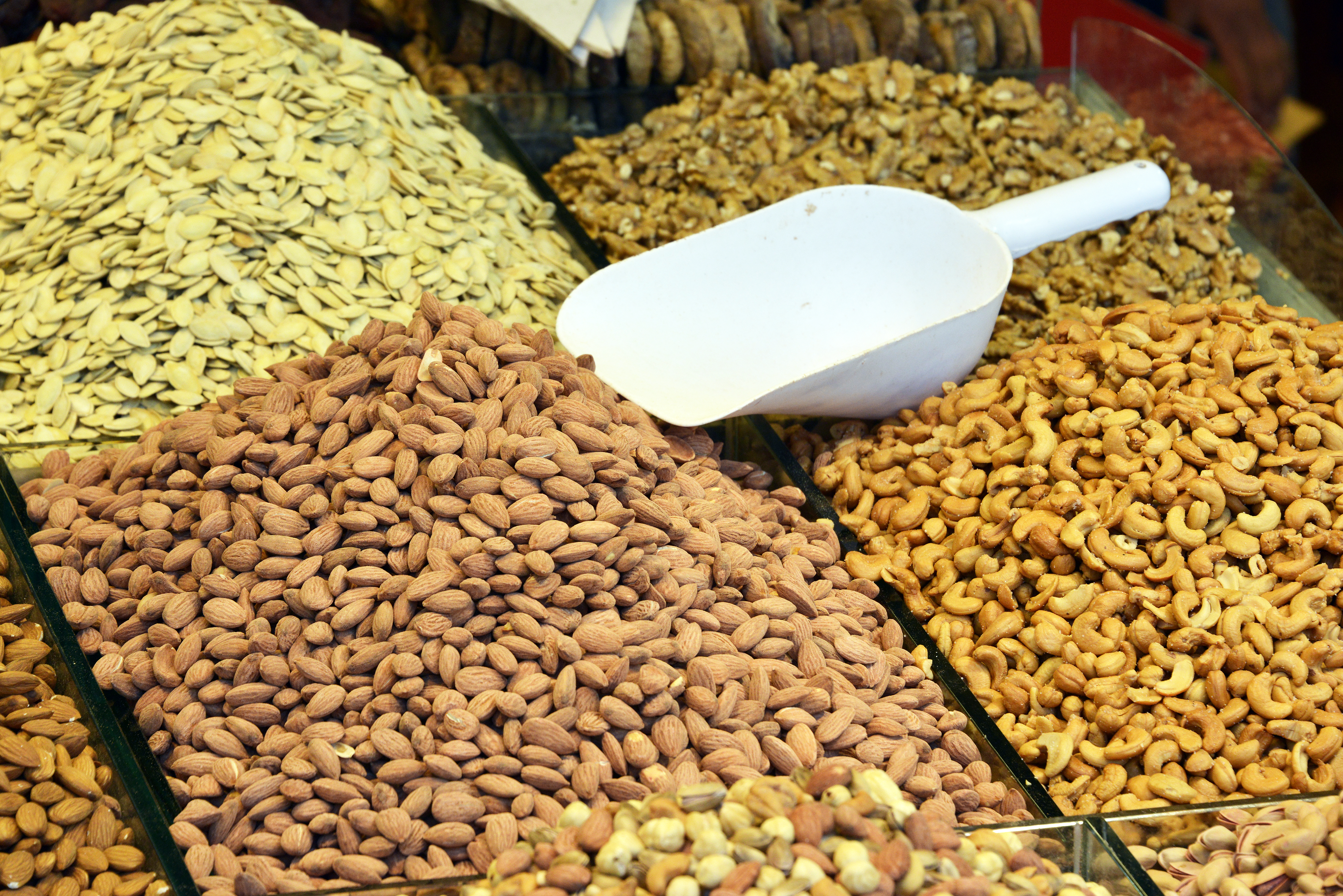
Горіхи — суперфуд, багатий на корисні жири, якісний білок, вітаміни та мікроелементи. Регулярне споживання горіхів зменшує ризики багатьох хронічних захворювань.

- Вміст жирів у щоденному раціоні мусить бути близько 20-40 %. Добова потреба 80-100 г. Енергетична цінність 1 г жиру складає 9.3 ккал (39.1 кДж).
- Жири використовуються в якості пластичного матеріалу (компоненти мембран клітин, попередники деяких гормонів), забезпечують смакові якості їжі, відчуття насичення, сприяють всмоктуванню жиророзчинних вітамінів (A, D, E, K).
- Основні джерела — олія та масло, яйця, жирні морепродукти, горіхи та насіння, м'ясні продукти, молочні продукти, авокадо. Зауважимо, що транс-жири, які часто зустрічаються у стравах закладів швидкого харчування та перероблених продуктах (фаст-фуд, снеки, солодощі), є канцерогенами і можуть сприяти серцево-судинним захворюванням.)[48][49][50] Найкращим регулярним джерелом жирів для здорового харчування вважаються ненасичені жири, які зокрема містяться в оливковій олії. Відомо, що вона зміцнює стінки артерій і є важливою складовою так званої середземноморської дієти[29][2]. Дієтологи радять використовувати її замість маргарину, вершкового масла та інших олій, щоби знизити кількість калорій у власній дієті й збагатити раціон незамінними поліненасиченими жирними кислотами.
- Добова квота жирів має містити 50–70% тваринних жирів та 30–50% рослинних жирів. Рослинні жири й олії містять необхідні та незамінні поліненасичені жирні кислоти (оливкова олія, лляна, конопляна тощо); тоді як тваринні жири багаті на холестерол.
  - Точка димлення є максимально допустимою для певної олії температурою для приготування їжі. Наприклад, лляна олія має найменшу точку димлення і не підходить для смаження, а конопляна олія та олія волоського горіха підходять для смаження тільки на маленькому вогні.
  - Омега-3 жирні кислоти проявляють користь для здоров’я при серцево-судинних захворюваннях, діабеті, депресії, віковому зниженні когнітивних функцій, та деяких інших хворобах.[51]
  - Систематичний огляд і мета-аналіз 38 проспективних когортних досліджень, що включали 811 069 учасників з оцінкою дієтичного споживання і 65 411 учасників з вимірюваннями біомаркерів, показав, що більш високе споживання поліненасиченої омега-6 лінолевої жирної кислоти, оцінене за допомогою дієтичних опитувань або біомаркерів, було пов'язане з дещо нижчим ризиком смертності від усіх причин, ССЗ та раку. Ці дані підтверджують потенційні довгострокові переваги споживання поліненасичених жирних кислот (ПНЖК) щодо зниження ризику серцево-судинних захворювань і передчасної смерті.[52] Але Омега-6 жирні кислоти мають споживатись разом з Омега-3 жирними кислотами, і в оптимальному співвідношенні, про що описано нижче, тому що забагато Омега-6, особливо при нестачі Омега-3, є шкідливим.[53][54]
- Під час харчування важливо дотримуватись корисного співвідношення жирних кислот (Омега-6/Омега-3) які містяться в їжі[55]. Обидва види жирних кислот потрібні для організму, але Омега-6 у високій кількості мають про-запальний ефект, тобто збільшують запалення в організмі. Омега-3 — навпаки мають проти-запальний ефект і зменшують рівень загального запалення в організмі. За останнє століття значно збільшилось загальне споживання жирів людьми, особливо насичених жирів, Омега-6 і транс жирів; тоді як споживання Омега-3 зменшилось. Чим більше коефіцієнт Омега-6/Омега-3 (тобто чим більше Омега-6, порівняно з Омега-3 в крові), тим більше ризик розвитку ожиріння та багатьох хронічних хвороб.[56][57] Оптимальним вважається співвідношення Омега 6/3 від 4:1 до 1:1.[55] Багато рослинних олій мають значно вищі показники, тому при їх споживанні варто додатково збалансовувати раціон джерелами Омега-3 жирних кислот.[58][59]
  - Їжа з високим вмістом Омега-3 жирних кислот:
    - морепродукти: скумбрія, тріска, лосось, тунець, криль;
    - рослинна олія: лляна (1:4), олія розторопші (1:1), конопляна (2:1-3:1[60]), волоського горіха (5:1[61]), оливкова олія 10:1;
    - горіхи: волоський, макадамія;
    - насіння: льон, конопля, чіа.

  - Їжа з високим вмістом Омега-6 жирних кислот:
    - рослинна олія: олія виноградних кісточок (374:1), соняшникова олія (311:1), мигдалева олія, гарбузова олія (79:1), кунжутова олія (50:1), арахісова олія;
    - насіння: соняшник, гарбуз, кунжут;
    - горіхи: мигдаль, арахіс.
- Холестерол (холестерин) — це воскоподібна жироподібна речовина, яка є важливим компонентом клітинних мембран і бере участь у синтезі гормонів, жовчних кислот і вітаміну D. Організм може виробляти холестерол самостійноно, головним чином у печінці, але його також можна отрувимати з харчових джерел. Дієтичний холестерин міститься лише в продуктах тваринного походження, таких як вершкове масло, яйця, м'ясо, птиця, морепродукти, та молочні продукти.
  - Приблизно 25 % всього холестеролу організму людини міститься в мозку, 20 % в печінці, 15 % в наднирниках (з холестеролу в наднирниках утворюються стероїдні гормони).[62]
  - В крові людини циркулює два основних типи холестерин: холестерин ліпопротеїнів низької щільності (ЛПНЩ), який зазвичай називають «поганим» холестерином, і холестерин ліпопротеїнів високої щільності (ЛПВЩ), який часто називають «хорошим» холестерином. ЛПНЩ і ЛПВЩ — це ліпопротеїни, які є складними частинками, що складаються з холестерину та тригліцеридів (ліпіди) та білків (протеїни). Вони відіграють вирішальну роль у транспортуванні та метаболізмі холестерину та інших жирів в організмі.
    - ЛПНЩ, який часто називають «поганим» холестерином, відповідає за перенесення холестерину з печінки до клітин по всьому тілу. Коли рівень холестерину ЛПНЩ у крові високий, існує більша ймовірність відкладення холестерину на стінках артерій. З часом це може призвести до накопичення бляшок, процесу, відомого як атеросклероз. Атеросклероз може звужувати та ущільнювати артерії, що призводить до зниження кровотоку та підвищення ризику серцево-судинних подій, таких як інфаркт або інсульт. Окрім транспортування холестерину, ЛПНЩ може модулювати імунну відповідь і сприяти запаленню. Підвищені рівні окисленого ЛПНЩ пов'язані з підвищеним ризиком атеросклерозу та серцево-судинних подій через його прозапальні та проатерогенні властивості.[63] Проспективне когортне дослідження 14 035 дорослих американців 2022 року показало, що як дуже низькі, так і дуже високі рівні холестерину ЛПНЩ пов'язані зі збільшенням смертності. Особи з рівнем холестерину ЛПНЩ нижче 70 мг/дл мали вищий ризик смертності від усіх причин, смертності від серцево-судинних захворювань та специфічної смертності від інсульту, але не мали підвищеного ризику смертності від ішемічної хвороби серця порівняно з особами з рівнем холестерину ЛПНЩ 100—129,9 мг/дл. Навпаки, люди з рівнем холестерину ЛПНЩ 190 мг/дл або вище мали вищий ризик смертності від серцево-судинних захворювань та смертності від ішемічної хвороби серця, але не мали підвищеного ризику смертності від інсульту порівняно з людьми з рівнем холестерину ЛПНЩ 100—129,9 мг/дл.[64]
    - ЛПВЩ, широко відомий як «хороший» холестерин, виконує протилежну функцію ЛПНЩ. Він транспортує надлишок холестерину з клітин і тканин назад у печінку для виведення або переробки. Цей процес, який називається зворотним транспортом холестерину, допомагає запобігти накопиченню холестерину в артеріях і знижує ризик атеросклерозу та серцево-судинних захворювань. Окрім зворотного транспорту холестерину, ЛПВЩ мають протизапальні, антиоксидантні та антитромботичні властивості, які сприяють його захисній дії на серцево-судинну систему. ЛПВЩ також допомагає модулювати імунні відповіді та підтримувати функцію ендотелію, що важливо для належного здоров'я кровоносних судин.[65][66][67]

  - Раніше вважалося, що споживання продуктів з високим вмістом холестерину підвищить рівень холестерину в крові та збільшить ризик ССЗ. Однак нещодавні дослідження показали, що для більшості людей холестерин у їжі має мінімальний вплив на рівень холестерину в крові та ризик серцево-судинних захворювань.[68] Натомість було виявлено, що насичені жири та трансжири мають більш значний вплив на рівень холестерину в крові та ризик ССЗ.[69] Огляд 2019 року 17 когортних досліджень щодо впливу вживання холестерину на ризик ССЗ показав, що 12 досліджень показали відсутність суттєвого зв'язку між інсультом, подіями ІХС або смертю від ІХС і холестерином у їжі; 8 досліджень виявили відсутність суттєвого зв'язку між вживанням холестерину і смертністю від ішемічної хвороби серця (ІХС), тоді як 3 дослідження показали позитивний зв'язок із смертністю від ІХС.[70] Одне дослідження, проведене Шведською когортою мамографів[71], показало вищий ризик ішемічного інсульту і трохи нижчий ризик геморагічного інсульту при високому споживанні холестерину, тоді як інше дослідження Японського дослідження здоров'я дорослих[72] показало, що вищий рівень споживання холестерину пов'язаний із меншим ризиком ішемічного інсульту.

### Вуглеводи

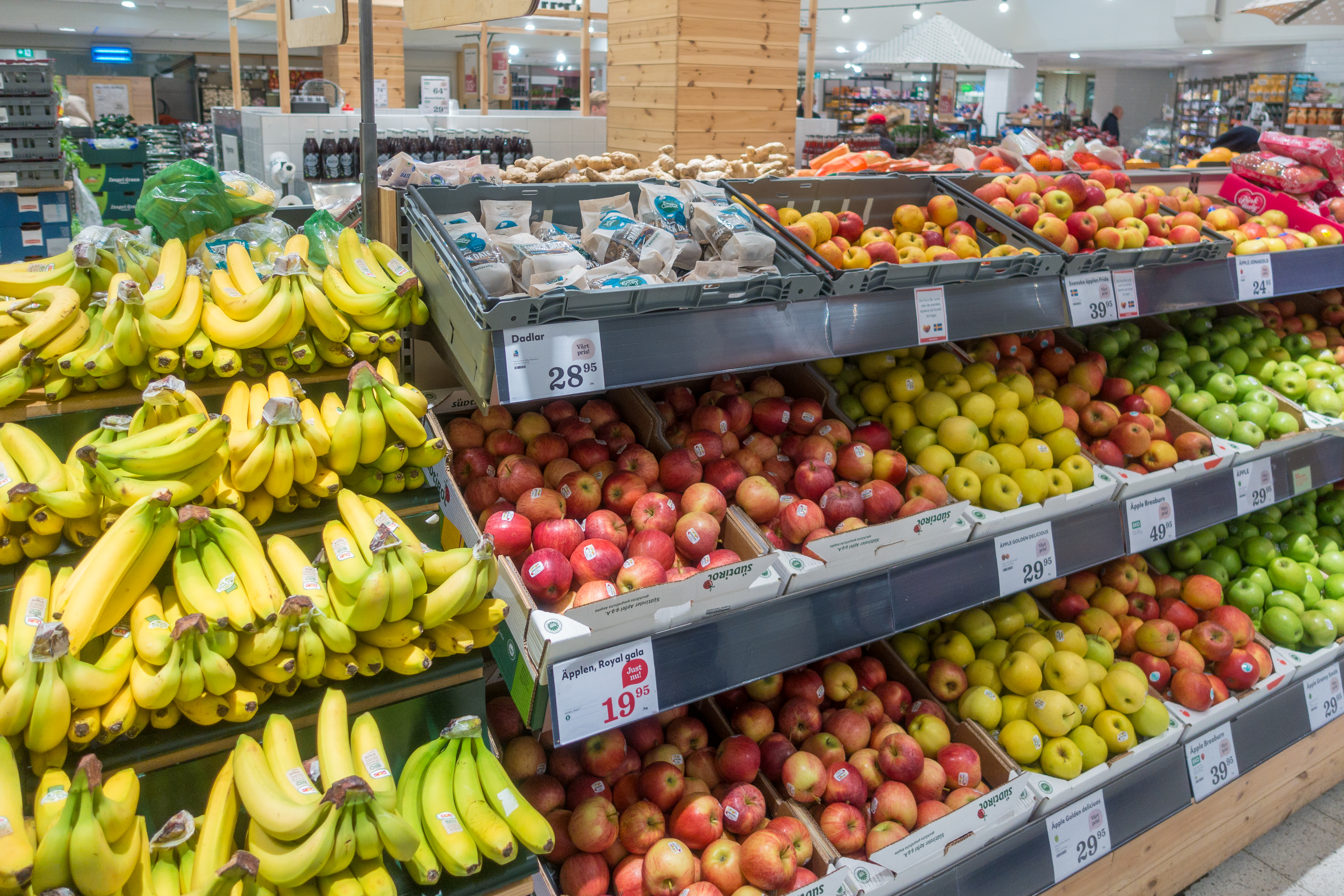
Свіжі фрукти та овочі — джерело клітковини, необхідної для живлення мікробіоти кишки, вуглеводів, вітамінів, мікроелементів та біологічно активних корисних речовин (каротиноїди, флавоноїди, таніни, лігніни, терпени, пектини, фенольні кислоти, стерини та інші)

- Вміст вуглеводів у щоденному раціону близько 30-50 %, або 400—500 грам. Енергетична цінність 1 г вуглеводів складає 4.1 ккал (17.1 кДж).
- Вуглеводи використовуються як джерело енергії та в якості пластичних матеріалів (входять до складу гліколіпідів, глікопротеїнів, де «гліко» — це вуглевод).
- З кожних 100 г надлишкових вуглеводів, особливо сахарози цукру, синтезується близько 30 г жирів.
- Основні джерела: каші (вівсяна, перлова, пшенична тощо), свіжі фрукти та овочі, бобові (квасоля, горох), сочевиця, гриби, картопля, кукурудза, хліб.
- Обов'язковим компонентом їжі, який відноситься до категорії вуглеводів, є харчові волокна (клітковина, пектини, геміцелюлоза), які повинні складати не менше 5 % (25 г для жінок і 38 г для чоловіків[18]) від загальної кількості вуглеводів.

### Харчові волокна
- Харчові волокна (клітковина), які входять до складу овочів, фруктів, спецій, грибів, водоростей та цільнозернових, є натуральним пребіотиком, тобто в кишці людини розщеплюються за участі бактеріальної флори — мікробіоти кишки.
- Клітковина необхідна для живлення мікробіоти кишки, яка живить організм людини корисними молекулами — ферменти, білки, коротколацюгові жирні кислоти (бутират)[73], вітаміни, пептиди та амінокислоти, біосурфактанти, органічні кислоти.[74][75] Також клітковина підтримує здоров'я шлунково-кишкового тракту; посилює перистальтику (моторику) та проходження їжі по кишці; покращує виведення токсичних речовин; та загалом для оптимізує процеси травлення і здоров'я шлунково-кишкового тракту[18].
- Мінімальна добова потреба клітковини — 25 г для жінок і 38 г для чоловіків[18].
- Основні джерела — овочі (особливо коренеплоди та зелень), фрукти (яблука, банани, ягоди, цитрусові, та всі інші фрукти), висівки (клітковина), цільно-зернові каші, бобові, спеції, насіння, гриби та водорості, ферментовані продукти (містять і клітковину, і корисні бактерії, що її перетравлюють і заселяють кишку людини (квашена капуста, кефір, йогурт, натто, кімчі)).

### Вітаміни
Осн. стаття — Вітаміни.
Вітаміни необхідні для життєдіяльності живого організму в малих дозах, і не утворюються в самому цьому організмі в достатній кількості, через що повинні надходити із їжею.
Відомі такі вітаміни:
- A, D, E, K (жиророзчинні);
- C, B1, B2, B3, B4, B5, B6, B7, B8, B9, B12 (водорозчинні).

### Мікроелементи
Осн. стаття — Мікроелементи.
Мікроелементи: Mg, Ca, P, K, Na, Fe, Zn, Se, I, Cr, S, Li, Mn, Si, Cu.
- Йод: рекомендована добова норма споживання Йоду для дорослих — 150—200 мкг[76]. Це приблизно 5г йодованої солі. Також йод міститься в (мкг/100г): морських водоростях (особливо коричневих), морепродуктах (сайда (400), пікша(400), лангустин (300), тріска(150), анлантична скумбрія (50), оселедець (50), анчоус (50), морський окунь, краб, лобстер), яйцях (1 яйце = ~20 мкг Йоду).[77][78] Експерти ВООЗ вважають безпечною дозу йоду в 1000 мкг (1 мг) на добу[79].Йодована сіль — основне джерело Йоду в регіонах з йододефіцитом (Україна).

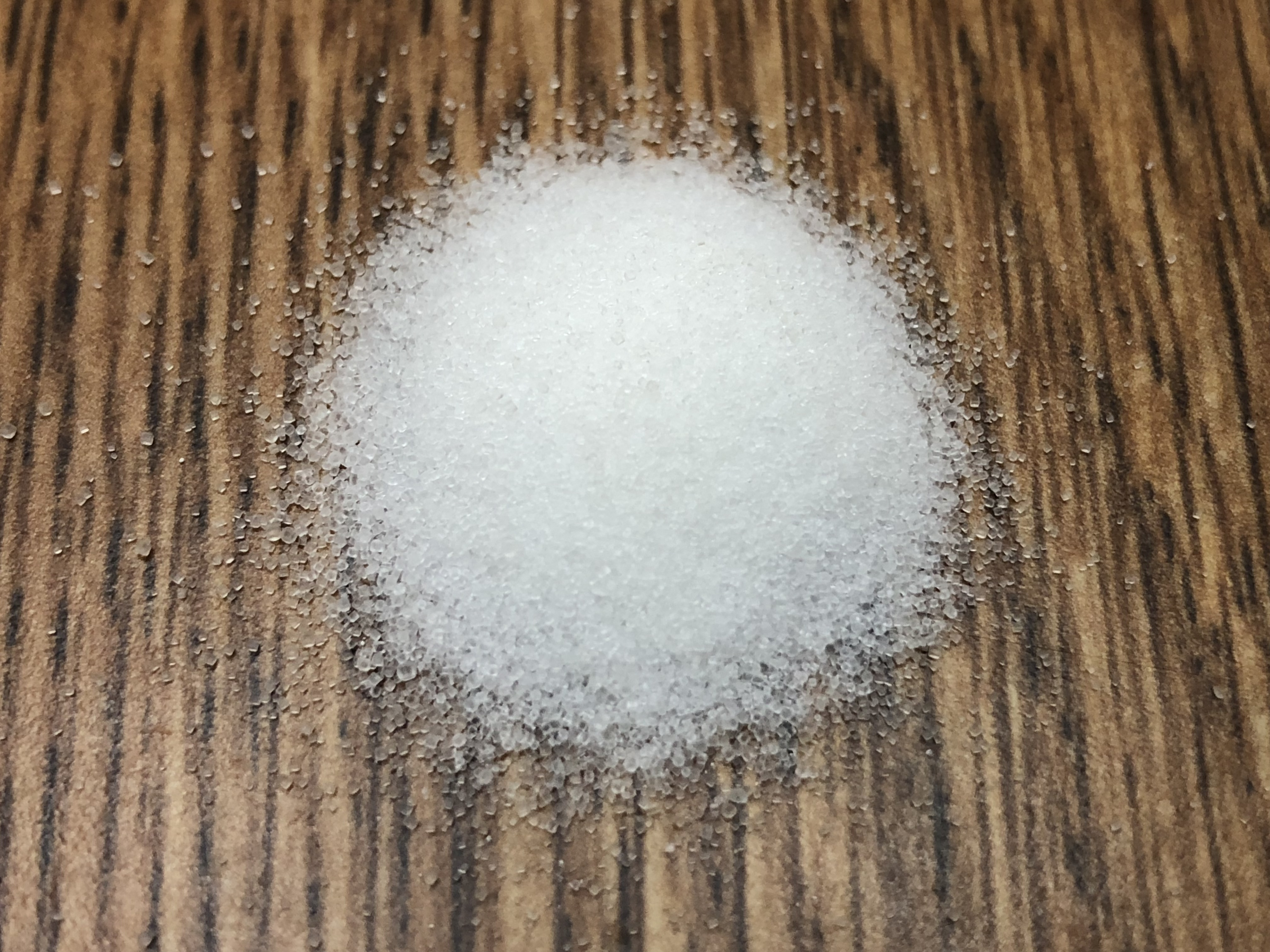
Йодована сіль — основне джерело Йоду в регіонах з йододефіцитом (Україна).

- Магній: добова потреба 420 мг для дорослих чоловіків та 320 мг для дорослих жінок[76][80][81] Джерела (мг/100г; за зменшенням вмісту): насіння гарбуза (500), мигдаль (250), кеш'ю (250), шпинат (80), чорні боби (60), чіа, кіноа, тофу, какао, авокадо.[81]

- Добова потреба Кальцію: 1200—1300 мг для дорослих чоловіків та 1100—1300 мг для дорослих жінок[76].
- Добова потреба Фосфору: 1200 мг для дорослих чоловіків та для дорослих жінок[76].
- Добова потреба Заліза: 15 мг для дорослих чоловіків та 17 мг для дорослих жінок[76].
- Добова потреба Цинку: 15 мг для дорослих чоловіків та 12 мг для дорослих жінок[76].
- Добова потреба Селену: 70 мкг для дорослих чоловіків та 50 мкг для дорослих жінок[76].

### Фітонутрієнти

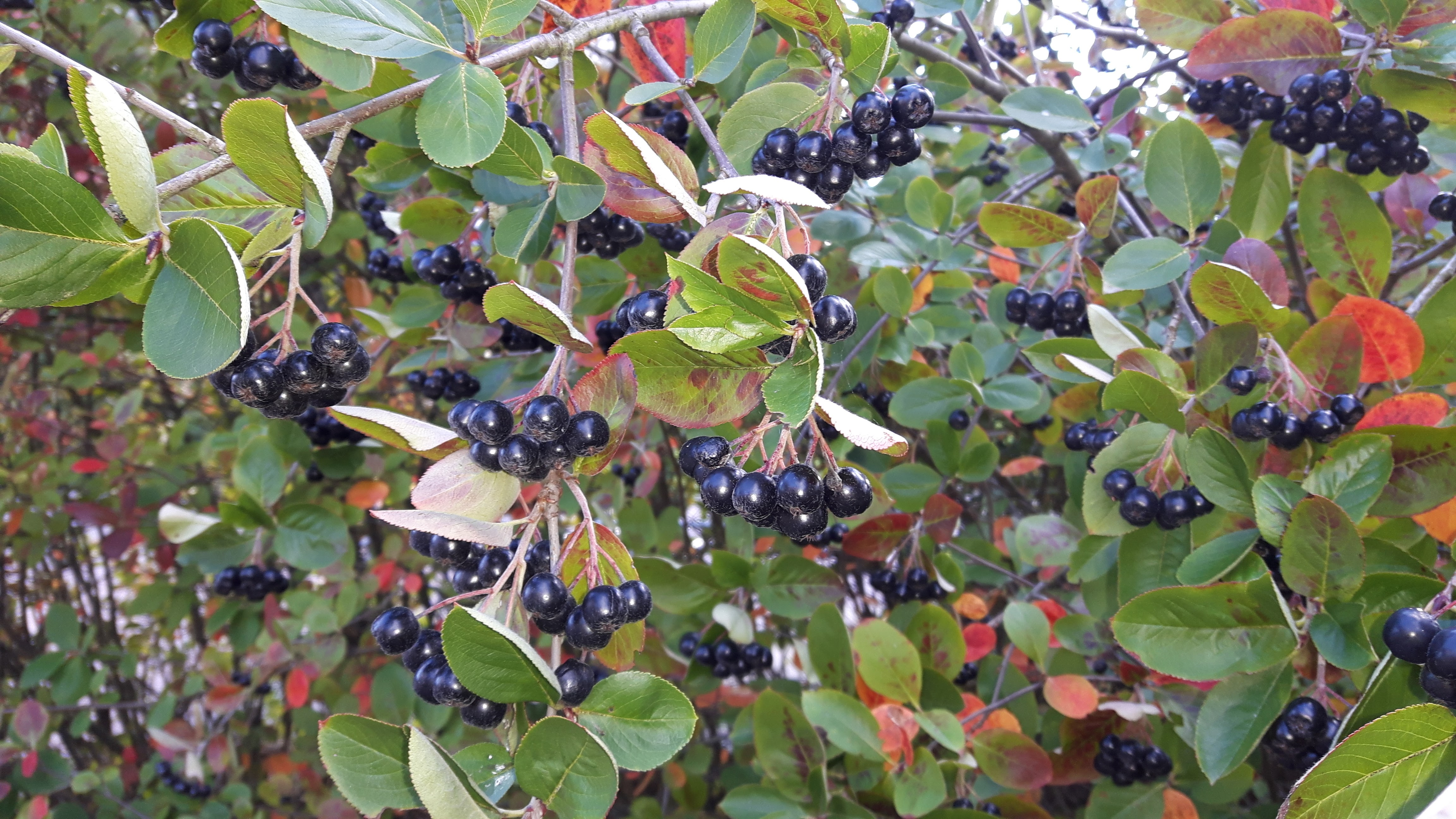
Ягоди аронії (горобина чорноплідна) — одне з кращих джерел антиоксидантів.

Фітонутрієнти — це біологічно активні неаліментарні складові їжі, які містяться в рослинних продуктах, переважно свіжих — фрукти, овочі та зелень, горіхи, спеції, гриби, водорості, продукти бджільництва та супер'їжі. Вони не виконують пластичної та енергетичної функції, як білки, жири та вуглеводи, але необхідні для здорового перебігу різноманітних біохімічних процесів.
- Фітонутрієнти необхідні для здоров'я організму — зменшення запальних процесів, посилення регенеративних процесів, збільшення резистентності хворобам та їх профілактики[83], для здоров'я мікробіоти кишки[84], для здоров'я мозку[85] та печінки[86][87], для протидії вільним радикалам[88], омолодження біологічного віку[89] та здорового функціонування організму загалом.[90][91]
- Поліфеноли (флавоноїди; таніни, лігнани, фенольні кислоти, дубильні речовини), каротиноїди, терпени, пектини, індоли, сіркоорганічні сполуки, капсаїцин — різноманітні фітонутрієнти, які містяться в свіжих овочах, фруктах, грибах, насіннях, горіхах, водоростях, суперфудах.
  - Поліфеноли — це різноманітна група природних сполук, які містяться в рослинах і відомі своїми антиоксидантними властивостями. Їх багато у фруктах, овочах, чаї та деяких горіхах. Поліфеноли відіграють вирішальну роль у захисті рослин від стресових факторів навколишнього середовища та сприяють їхньому кольору, смаку та захисту від патогенів. В наукових дослідженнях ці сполуки виявляють потенційну користь для здоров'я, включаючи антиоксидантну[92][88][86], протизапальну[92][86][93][94][95], імуномодулюючу[94][96] та потенційно протиракову дії[97][98][99][100], що призводить до їх дослідження для сприяння загальному здоров'ю[91][83] та благополуччю. Дослідження показують, що споживання продуктів, багатих поліфенолами, може підтримувати здоров'я серця[101][102], покращувати здоров'я травної системи[103][104] та здоров'я печінки[86][87], та знижувати ризик деяких хронічних захворюваньв ключаючи ожиріння, нейродегенеративні захворювання, діабет 2 типу, серцево-судинні захворювання, та інші.[83][105][91]

- Продукти з найбільшим вмістом антиоксидантів (ORAC/100г)[82]: орегано (175000), розмарин (165000), чебрець (157000), кориця (131000), сичуанський перець сушений (118000), шавлія (120000), порошок ягід асаї (102000), сорго (20000-240000), несолодке сухе темне какао (55000), чорний шоколад (20000-50000), пекан-горіх (18000), аронія (16200), бузина (14400), волоський горіх (13000), ліщина (9600), дика чорниця (7500), журавлина (7300), артишок (7000), ожина (5700), кінза (5150), малина (4800) та чорниця (4200).

## Вимоги до харчового раціону
1. енергетична цінність раціону повинна покривати енергозатрати організму;
2. належний хімічний склад — оптимальна кількість збалансованих між собою поживних речовин;
3. добра засвоюваність їжі, яка залежить від її складу і способу приготування;
4. високі органолептичні властивості їжі (зовнішній вигляд, консистенція, смак, запах, колір, температура);
5. різноманітність їжі за рахунок широкого асортименту продуктів і різних прийомів їх кулінарної обробки. Різноманіття раціону, особливо, свіжої рослинної клітковини, необхідно для формування та збереження різноманітної мікробіоти кишки. Різноманіття складу мікробіоти є однією з основних умов для здоров'я кишки та організма в цілому.[32][33][34]
6. здатність їжі (склад, об'єм, кулінарна обробка) створювати відчуття насичення;
7. санітарно-епідемічна безпечність.

## Витрати енергії
Добова потреба в енергії залежить від добових енергетичних затрат, які ідуть на основний обмін, засвоєння їжі і фізичну діяльність.
Енерговитрати і енергетичну цінність їжі вираховують в кілокалоріях.
Основний обмін (базовий) — це енерговитрати організму в стані повного спокою, які забезпечують функції всіх органів і систем, підтримують температуру тіла. Для молодих чоловіків середньої маси тіла (70 кг) основний обмін становить — 1600 ккал, у жінок — 1400 ккал. Близько 200 ккал складають енерговитрати на засвоєння їжі, головним чином білків і в значно меншій мірі — вуглеводів і жирів.
Витрати енергії на фізичну діяльність залежать від характеру виробництва і домашньої роботи, від особливостей відпочинку.
За енерготратами люди поділяються на 5 груп. Якщо у вас є надлишкова вага, негайно переходьте на індивідуальний план харчування, а саме:
1. Особливо дотримуйтесь правила 40:30:30.
2. Зменшуйте вживання калорій і збільшуйте їх витрати (0,5 кг зайвого жиру еквівалентні 3500 ккал).
3. Щоб втратити 1 кг (7000 ккал) в тиждень, потрібно щоденно відмовлятися від 1000 ккал. А для того, щоб втратити переважно жирову тканину, а не м'язеву, слід збільшувати фізичну активність. Норма здорової втрати ваги-3-4 кг в місяць.
4. Їсти менше шкідливої їжі, різко обмежити споживання смаженого м'яса, масла, ковбаси, сосисок, майонезу, фаст-фуду, кондитерських виробів, трансжирів(маргарин, цукерки). Їсти лише корисні жири рослинного і тваринного походження.
5. Вживайте менше цукру (варення, тортів, печива).
6. Їсти більше низькокалорійних продуктів, об'ємних, клітковини (сирі овочі, фрукти, хліб грубого помолу, соки лише свіжовичавлені).
7. Віддавайте перевагу м'ясу птиці, риби. Вживайте менше яловичини, свинини, баранини.
8. Щоденно вживайте норму води 30-40 мл на кг маси тіла.
9. Їсти треба повільно, добре пережовуючи, витрачаючи на кожен прийом їжі не менше 20 хв. (саме через 20 хв. приходить почуття ситості). Процес розжовування знижує стрес і напруження.
10. Намагайтесь харчуватися розумно. Пам'ятайте, що почуття голоду виникає двічі. Спочатку його викликають нервові імпульси з порожнього шлунку, після переходу останніх порцій харчової кашиці в дванадцятипалу кишку. Якщо людина прийняла їжу, то в цьому випадку почуття ситості виникає відразу після наповнення шлунку певною кількістю їжі. Якщо ж людина подавлює перший сигнал голоду, то це відчуття проходить, людина не звертає уваги на цей сигнал.

Другий сигнал поступає в ЦНС з «голодної» крові, після того як поживні речовини перейшли з неї в клітини, тканини організму. Цей сигнал дуже стійкий, людина реагує на нього і знаходить час прийняти їжу. Після прийому їжі за другим сигналом відчуття повноти шлунку з'являється не відразу, а лише після насичення крові і тканин поживними речовинами. Почуття голоду зникає через 2-3 години. В результаті людина втрачає відчуття міри, попри те, що шлунок переповнений. Особливо небезпечне переїдання перед сном, яке затруднює роботу серця, легень, викликає різні захворювання шлунку.
1. Необхідно обмежити споживання солі, яка часто викликає гіпертонію. Треба пам'ятати, що організму потрібно лише 2 г солі в день, а ми споживаємо до 20 г.
2. Виконання регулярних фізичних вправ.

## Неадекватне харчування
Оптимальне харчування є неповторним для кожного і змінюється протягом життя, хоча основні засади є загальними. Наука, котра вивчає притаманні певній людині, особливості фізіології харчування — нутрігенетика. Наука, що вивчає вплив конкретних продуктів харчування на експресію генів — нутрігеноміка.

### Неякісне
Погане харчування часто спричинене споживанням низькоякісних продуктів із високим вмістом калорій, але низьким вмістом поживних речовин. Такі види їжі можуть призвести до дефіциту поживних речовин, збільшення ваги та хронічних захворювань, таких як діабет, хвороби серця та рак. Деякі типові приклади поганого харчування включають більшість фастфуду, солодкі напої, оброблені закуски та високорафіновані вуглеводи, як цукор.
- штучні жири (транс-жири)[48][106][50]
- цукор та продукти з доданим цукром[107][108][109]
- продукти з великою кількістю хімічних харчових добавок — консерванти[110][111][112], емульгатори[113]; надмірне споживання штучних барвників[114][115][116][117] та штучних підсолоджувачів (сахарин, сукралоза, аспартам)[118][119][120][121][122][123]
- надмірне споживання смажених та копчених м'ясних продуктів[124][125][126][127][128][129][130][131][132][133], особливо, червоного м'яса та м'ясних напівфабрикатів[134][135][136].

### Неповноцінне чи недостатнє
Неповноцінне харчування виникає, коли людина не споживає достатньо необхідних поживних речовин для задоволення своїх щоденних потреб. Це може статися через низку причин, таких як бідність, відсутність продовольчого різноманіття, дієтичні обмеження або незбалансоване харчування. Це може призвести до дефіциту поживних речовин, що може мати серйозні наслідки для здоров'я. Деякі поширені приклади неадекватного харчування включають низьке споживання фруктів і овочів, цільнозернових продуктів, нежирних білків і здорових жирів.
Різноманіття раціону також необхідно для формування та збереження різноманітної мікробіоти кишки Різноманіття складу мікробіоти є однією з основних умов для здоров'я кишки та організма в цілому.

### Надлишкове
Осн. статті: Метаболічний синдром, Ожиріння, Схуднення.
Надмірне або недостатнє споживання певних поживних речовин також може мати негативні наслідки для здоров'я. Наприклад, надмірне споживання насичених і трансжирів, доданого цукру може призвести до збільшення ваги, рівнів кров'яного тиску та різних хронічних захворювань.
Станом на 2016 рік, за даними Всесвітньої організації охорони здоров'я — 58,4 % українців старше 18 років мали зайву вагу, а 25 % страждали на ожиріння. Для прикладу, 1990 року, зайву вагу в Україні мало — 48,9 % населення.
Раціональне харчування, дієта, фізичні вправи, інтервальне голодування — основні методи боротьби з ожирінням. Інтервальне голодування призводить до більшої втрати ваги, порівнянно з дієтою з обмеженим вмістом калорій. Високоінтенсивне інтервальне тренування є найефективнішим типом фізичної активності для зменшення маси тіла.

### Книги
- Дуденко Н. В. (2022). Нутриціологія: навчальний посібник. Світ книг. с. 527. ISBN 978-966-2678-61-1.
- Основи фізіології та гігієни харчування: / підручник Н. В. Дуденко [та ін.] — Суми: Університетська книга, 2009. — 555 с.
- Гігієна харчування з основами нутріціології / За ред. проф. В. І. Ципріяна/. 1 том., Київ: Медицина, 2007.- 528 с.
- Гігієна харчування з основами нутріціології/ За ред. проф. В. І. Ципріяна/. 2 том., Київ: Медицина, 2007.- 560 с.
- Димань Т. М., Барановський М. М., Білявський Г. О. та ін.. Екотрофологія. Основи екологічно безпечного харчування. Навчальний посібник/ за наук. Ред.. Т. М. Димань, — К.: Лібра, 2006. — 304 с.
- Мікроелементи та здоров'я. / Методичний посібник для роботи в лабораторії/ [укл. О. О. Коновалова, Г. П. Андрейко]. — Х. — ХНУ імені В. Н. Каразіна, 2012. — 40 с.
- Павлоцька Л. Ф.. Дуденко Н. В., Димитрієвич Л. Р. Основи фізіології, гігієни харчування та проблеми безпеки харчових продуктів: навчальний посібник.- Суми: ВТД «Університетська книга», 2007.- 441 с.
- М. І. Кручаниця, С. О. Михайлович, Н. В. Розумик. Основи оздоровчого харчування. Навчальний посібник для ВНЗ фізичного виховання і спорту, 2004.
- Методика оцінки харчового статусу людини та адекватності індивідуального харчування. Навчально-методичний посібник. В. І. Ципріян, Н. В. Велика, В. Г. Яковенко, Київ, 1999, 60 с.
- Яцула Г. С., Слободкін В. І., Береза В. Я. Санітарно-гігієнічні методи дослідження харчових продуктів і води, К.: Здоров'я, 1991. 288с.
- Нутриціологія / Павлоцька Л. Ф., Дуденко Н. В., Цихановська І. В. та ін. — Харків, 2012.

## Додаткова література
- Серія книг Nutrition and Health (1999—2023), Springer Nature.

### Журнали
- Journal of Nutrition
- Nutrition
- Nature Food (сайт)
- npj Science of Food (сайт)
- American Journal of Clinical Nutrition
- British Journal of Nutrition (сайт)
- Journal of the Academy of Nutrition and Dietetics
- European Journal of Clinical Nutrition (сайт)
- Critical Reviews in Food Science and Nutrition
- Nutrients
- Nutrition Reviews
- Public Health Nutrition